# Pierangelo Bincoletto
Pierangelo Bincoletto (Oderzo, 14 de março de 1959) é um ex-ciclista italiano que competia em provas de ciclismo de estrada e pista. Ele competiu em duas edições do Tour de France e sete do Giro d'Italia. Participou em dois eventos nos Jogos Olímpicos de 1980 em Moscou.